# 화학공업

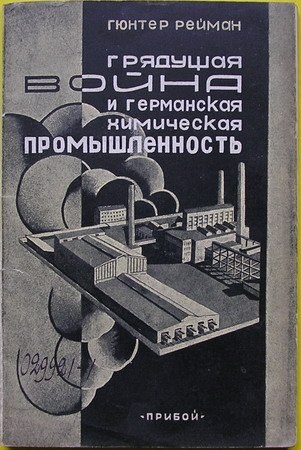
1928년 소련에서 간행된 문서 《독일의 화학공업과 미래의 전쟁》

화학공업(化學工業)은 원료의 화학 반응을 통해 형성된 물질을 가공해서 제품을 만드는 공업이다. 화학공업을 통해 제조된 제품은 화학제품(化學製品)이라고 부른다. 석유에서 형성된 각종 화합물을 제조하는 석유 정제 공업, 금속의 광석을 가공하면서 단체금속을 형성하는 야금 공업처럼 혼합물을 원료로 있는 공업은 화학공업으로 분류되기도 한다.
화학공업은 유기 화합물 제품을 제작하는 유기화학공업(有機化學工業), 무기 화합물 제품을 제작하는 무기화학공업(無機化學工業)으로 분류된다. 또한 산업 통계에서 사용되는 중화학공업(重化學工業)은 금속공업, 기계 제조업 등의 중공업과 화학공업이 결합한 산업 분야를 가리킨다.

## 개요
화학공업은 기계공업, 전자공업 혹은 건축·토목이 요구하는 재료를 생산·공급하는 역할을 하고 있다. 또는 농업에 비료를 공급하고, 섬유공업에 소재를 공급한다. 그런가 하면 식료품과 관계를 갖고 있는 등 그 용도의 다양함은 이루 말할 수 없다.  화학공업(chemical industry)은 화확반응·증류·분해 등의 수단에 의한 물질변화를 주요 제조공정으로 하는 공업으로서, 원래 섬유공업의 발전과 결부되어 산·알칼리공업이 일어난 서구(특히 독일)를 중심으로 나타났다. 그 후 화학공업의 주류(主流)는 합성염료공업·암모니아공업으로 변천되었다. 그러나 오늘날의 화학공업은 석탄을 비롯한 전통적인 원료소재의 기반이 급속히 석유에 의하여 대체되어 가고 있으며, 이에 따라 석유화학공업이 주류를 이루고 있다. 2가지 영역인 무기화학(無機化學)과 유기화학(有機化學) 중 유기화학공업은 종래 석탄화학(타르)공업·카바이드공업·발효공업·유지공업 등으로 다원화(多元化)된 채로 발전되어 왔으나, 이들의 원료원(原料源)인 석탄·카바이드·당밀·동식물성 유지 등은 그 대량공급이 불가능해졌고 또 고순도(高純度)의 탄화수소(炭化水素)를 싼 값으로 공급하기가 곤란하게 되었다. 그러나 석유(또는 천연가스)가 화학공업의 원료로 이용되면서부터는 종래에 사용하여 왔던 원료에 비하여 월등히 유리한 점들이 발견되어 왔다.  석유화학공업의 등장 및 발전은 화학공업의 체질을 크게 변모시키고 있다. 우선 탄화수소의 공급 부족으로 인하여 종래에 공업화가 불가능하였던 제품들이 오늘날에는 석유화학 방식에 의하여 무수하게 등장하고 있다. 특히 제2차 대전 후 급속하게 발전되어 온 합성고분자과학(合成高分子科學)은 종래 천연적으로만 존재하였던 고분자물질(高分子物質)들을 석유를 화학적으로 합성함으로써 제조할 수 있게 하였다. 합성수지·합성섬유·합성고무·합성세제 등등은 모두 석유에 의하여 합성된 물질이다.  이와 같은 합성화학은 오늘날 화학공업의 주도부문이 될 만큼 화학공업의 영역도 예측할 수 없을 정도로 확대되고 있다. 화학공업의 범위는 매우 광범위하고 저변이 넓어 그 분류 내용도 서로 달라 일관적(一貫的)으로 파악(把握)하기는 매우 어렵다. 화학공업이 갖는 공통적인 특수성과 화학공업의 주류를 이루고 있는 석유화학공업을 중심으로 그 특징을 요약하면 다음과 같다.  첫째, 석유화학공업은 8할 이상이 원료 및 중간 제품으로 이루어지고 있는 점으로 보아 산업연관 효과가 크다는 점이다. 석유화학공업은 타 산업의 발전에 따라 그 파급효과로 성장·발전을 할 수 있다는 점이다.  둘째, 화학공업은 전형적인 장치공업(裝置工業)이라는데 있다. 장치공업은 그 기간부문(基幹部門)이 거대한 생산설비(生産設備)를 요하기 때문에 막대한 자본이 투입되는 것으로 자본집약적(資本集約的) 산업이라는 점이다.  셋째, 기술진보의 속도가 빠른 기술혁신산업이라는 점이다. 이 점은 다른 공업도 마찬가지이나 타 공업에 비하여 월등히 기술혁신이 빠르게 이루어지고 있는 것이 화학공업이며, 따라서 일종의 두뇌집약적(頭腦集約的) 산업이라 볼 수 있다.  화학공업의 이러한 특수성으로 오늘날 화학공업이 공업화된 소수의 선진국에서 개발·발전되고 있다. 화학공업이 기술의 비중이 높은 점은 화학적 반응을 통하여 특정의 제품을 만들기 위하여는 먼저 그 반응이 의도하는 방향으로 진행될 수 있도록 유도하는 기술이 있어야 하기 때문이다. 현대에 화학공업의 주요기술은 거의 선진공업국의 우수한 화학기업들에 의하여 연구·개발하여 왔기 때문에 특허권(特許權)에 의하여 독점적으로 기업화함으로써 세계적인 규모의 거대한 화학공업기업으로 성장하여 왔다.  화학공업의 자주적 개발·성장의 여건은 이러한 특수성을 만족할 수 있는 고도의 기술체계와 방대한 자금의 해결이라 볼 수 있다.  화학공업의 경영형태도 다른 기업의 경영형태와 특별히 다른 점이 없으나, 앞에서 든 화학공업의 특수성, 기업에 대한 장래의 생산 및 수요의 전망, 생산규모·경영수준·기술상태 또는 해외기업과의 국제경쟁력 등의 종합적인 내용에 따라 그 경영관리 형태가 달라지는 것이다.  화학공업이 갖는 공통적인 경영관리의 주요활동 목표는 시설규모의 적정화(適正化)와 이에 부수된 시설보존관리·기술개발·원가관리·적정 조업도(適正操業度) 유지, 그리고 종업원의 안전관리, 더 나아가서 화학공업이 특히 공해산업(公害産業)이라는 데 역점을 두어 공해 방지 등에 최대의 노력을 기울여야 한다.

## 주요 화학공업부문
화학공업은 금후의 발전성이 풍부한 부문으로 선진공업제국에서 활발하다. 19세기 중엽부터는 영국에서, 19세기 후반부터는 독일에서, 1·2차 대전을 계기로 해서는 미국에서, 2차대전 후는 일본에서 급속히 발전하여 현재는 미국·독일·러시아·일본이 세계적인 지위를 누리고 있다. 주요한 화학공업부문은 다음과 같다.
1. 소다와 황산(黃酸)공업 ― 염(鹽)과 유황을 원료로 하여 소다회, 가성소다, 황산 등 화학공업의 기초 원료를 공급한다.
2. 화학비료공업 ― 질소비료(석회질소·유안·요소), 인산비료(과린산석회·토마스인비), 칼리비료를 생산하는 공업이며, 미국·소련·서독이 중심이다.
3. 석유화학공업 ― 석유나 천연가스를 원료로 하여 각종 화학공업품(플라스틱·합성섬유·합성고무)을 생산한다. 정유소는 거대한 콤비나트를 형성한다.
4. 펄프·제지공업 ― 펄프공업은 원목 산지와 용수의 편의가 있는 곳으로 몰리며, 제지공업은 소비지에 입지하기 쉽다. 북유럽 여러 나라와 미국의 주요 생산국이다.

## 같이 보기
- 석유화학공업
- 헨켈홈케어코리아